# Antaea pseudosmerinthus
Antaea pseudosmerinthus är en fjärilsart som beskrevs av Rothschild 1917. Antaea pseudosmerinthus ingår i släktet Antaea och familjen tandspinnare. Inga underarter finns listade i Catalogue of Life.